# چار (نوازنده)
چار (انگلیسی: Char؛ زادهٔ ۱۶ ژوئن ۱۹۵۵) موسیقی‌دان، خواننده-ترانه‌پرداز، تهیه‌کننده موسیقی اهل ژاپن است. وی از سال ۱۹۷۱ میلادی تاکنون مشغول فعالیت بوده‌است.